# ドミンゴ・シスマ
ドミンゴ・シスマ（Domingo Cisma González, 1982年2月9日 - ）は、スペイン・セビリア出身の元サッカー選手。現役時代のポジションはDF（左サイドバック、センターバック）。

## 経歴
20代前半はウエルバにあるアヤモンテCFやアトレティコ・マドリードBに所属した。2005年夏、セグンダ・ディビシオンのUDアルメリアに移籍した。2005-06シーズン、2006-07シーズンともに20試合前後に出場し、2006-07シーズンには2位でプリメーラ・ディビシオン昇格を果たした。プリメーラ初挑戦となった2007-08シーズンはマネの控えに甘んじたが、CDヌマンシアにレンタル移籍した2008-09シーズンは34試合に出場し、チーム2位の2981分出場を記録した。
2010年5月にUDアルメリアとの契約が切れ、ラシン・サンタンデールと4年契約を結んだ。
2012年8月、アトレティコ・マドリードと1年契約を結んだ。

## 所属クラブ
- 2002-2003  アヤモンテCF
- 2003-2005  アトレティコ・マドリードB
- 2005-2010  UDアルメリア

2008-2009 → CDヌマンシア (loan)
- 2010-2012  ラシン・サンタンデール
- 2012-2013  アトレティコ・マドリード
- 2013-2015  エルチェCF
- 2015-2017  コルドバCF

## タイトル

### クラブ
アトレティコ・マドリード
- UEFAスーパーカップ : 2012
- コパ・デル・レイ : 2012-13